# 栗林駅

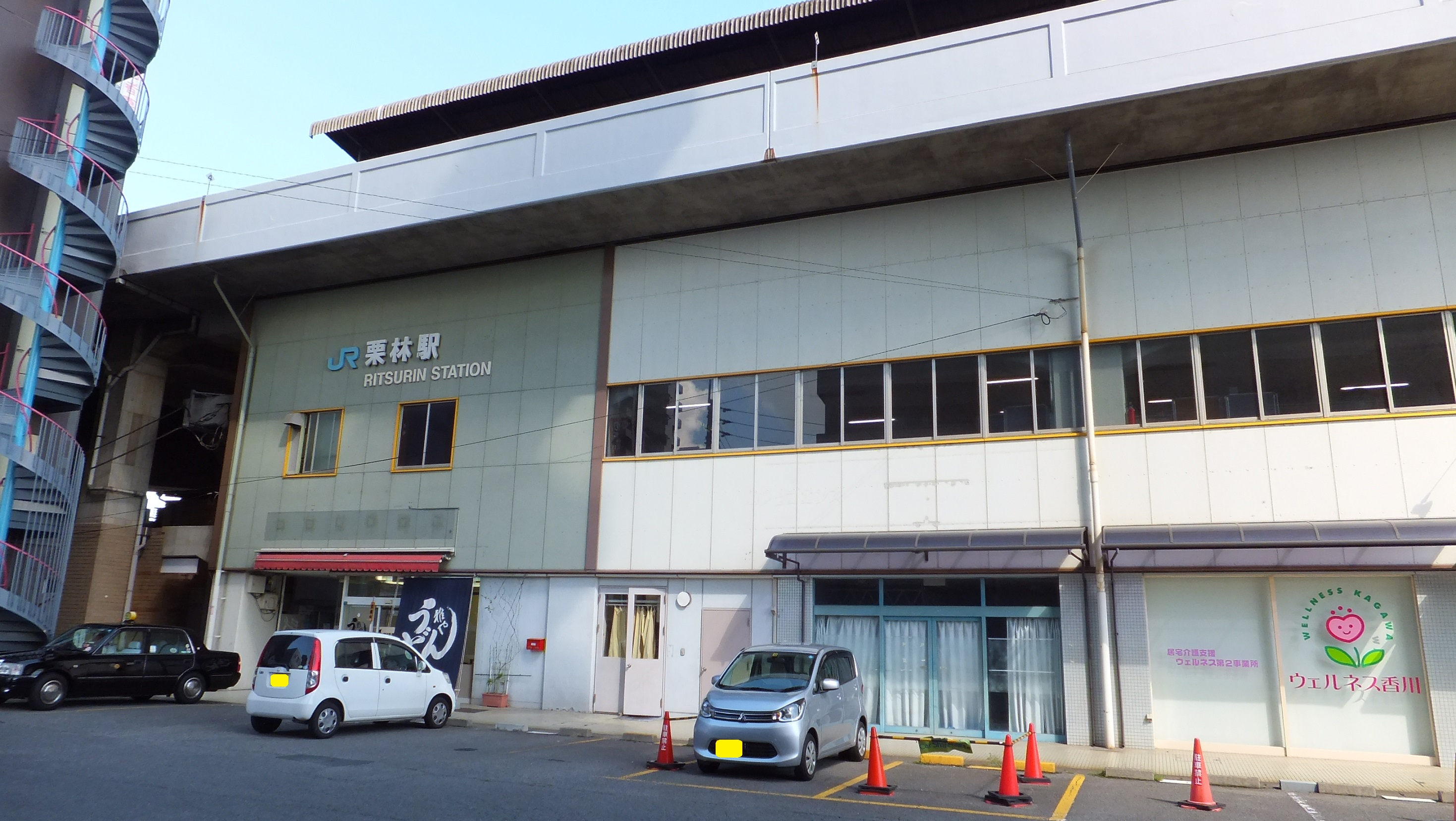
駅舎南側（2015年9月）

栗林駅（りつりんえき）は、香川県高松市藤塚町三丁目にある四国旅客鉄道（JR四国）高徳線の駅である。駅番号はT25。駅表示パネルのコメントは「栗林公園の駅」。

## 歴史
- 1925年（大正14年）12月21日：鉄道省高徳線の駅として開業[1]。
- 1974年（昭和49年）
  - 4月10日：貨物の取り扱いを廃止し[1]、高松駅に移管[2][3]。
  - 5月6日：高架駅舎工事起工式。
- 1976年（昭和51年）11月9日：高架化[4]。同時に荷物扱い廃止[1]。
- 1987年（昭和62年）4月1日：国鉄分割民営化に伴い、四国旅客鉄道（JR四国）の駅となる[1]。
- 2020年（令和2年）3月14日：ICカード「ICOCA」の利用が可能となる[5][6]。ICカード専用簡易改札機で対応。
- 2021年（令和3年）10月以降：みどりの券売機プラスの利用を開始[7]。みどりの窓口が営業を終了[7]。

## 駅構造
島式ホーム1面2線を有する高架駅。1番のりばは8両編成対応。2番のりばは7両編成対応。CTC化後に1番のりばが一線スルー（現在は制限速度100km/h）化されている。
高架開業当時、ほとんどすべての急行「阿波」・「むろと」が通過していたが、上り列車は2番のりばを通過していた。しかし、2021年現在、特急「うずしお」を含めた全列車が停車する。
駅舎は高架下に設けられており、プラットホームを含めると3階建てとなる。
現在の駅舎は地上時代に駅の西側で高徳線を跨いでいた高松琴平電気鉄道琴平線をさらに跨ぐ形で高架化されている。駅員が駐在するのは7時から19時までである。2010年3月12日までは20時までであったが、3月13日のダイヤ改正より短縮された。
1階は店舗スペースとなり、2011年3月11日までは、旧駅舎時代から営業していたキヨスクが存在した。2階はコンコースとなり、改札口外には水洗トイレを備える。
2階からホームまでの間には昇りのみエスカレータが設置されている。エスカレータの稼働時間は、朝の6時から夜の19時までである。一方、2021年（令和3年）4月現在、エレベーターは未設置で駅の入口からコンコースまでの間や、ホームからコンコースに降りる場合のバリアフリー対策は未対応である。現状ではそうした対策の必要な乗客に対しては、駅員が個別に対応を行っている。

### のりば
| のりば | 路線    | 方向 | 行先                   | 備考          |
| ------ | ------- | ---- | ---------------------- | ------------- |
| 1      | ■高徳線 | 下り | 志度・三本松・徳島方面 | 一部2番のりば |
| 2      | ■高徳線 | 上り | 高松・岡山方面         | 一部1番のりば |

- 発着ホームは概ね方向別に分けられているが、一部の列車は逆のホームに入る。

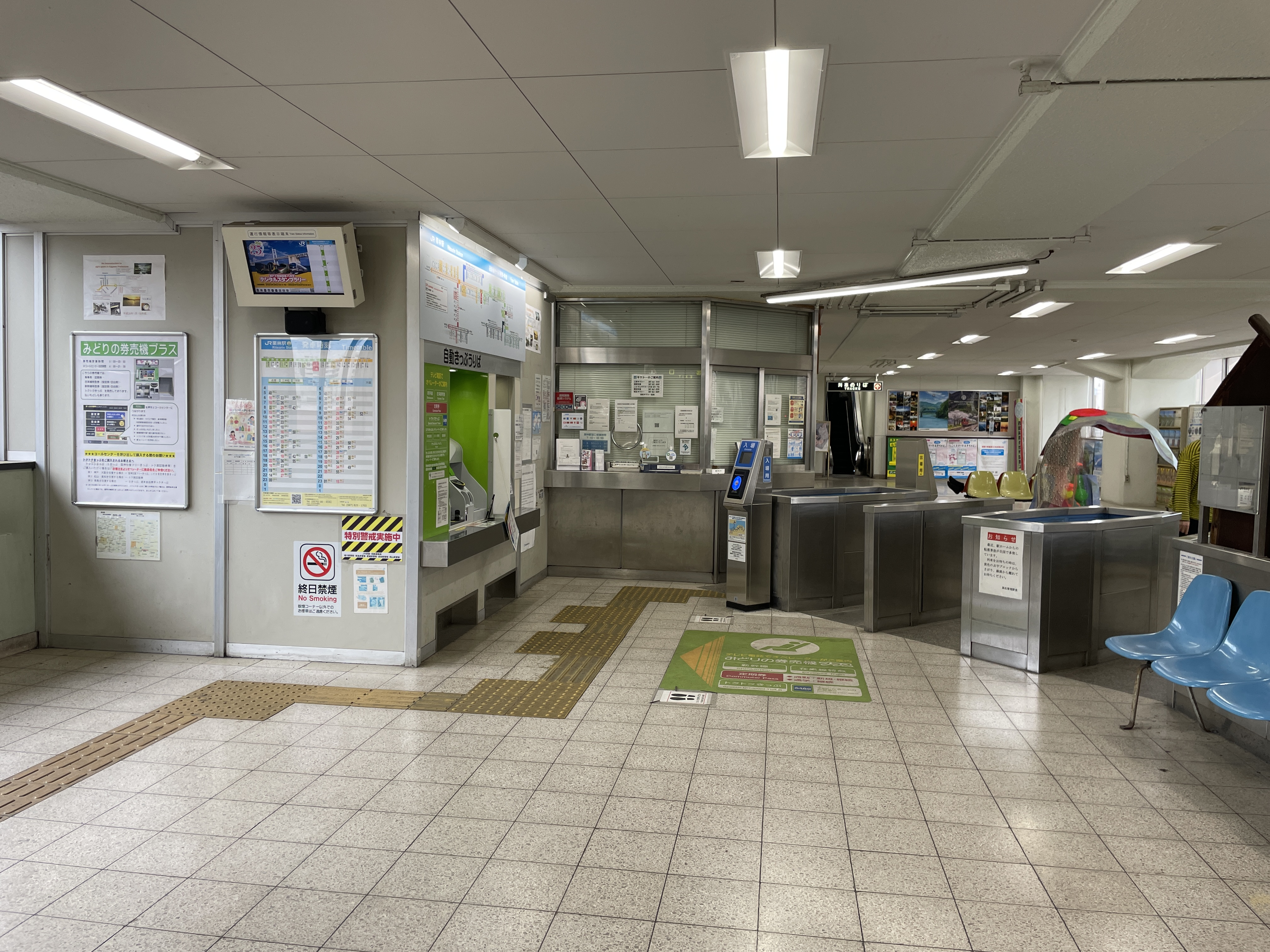
改札口（2023年5月）
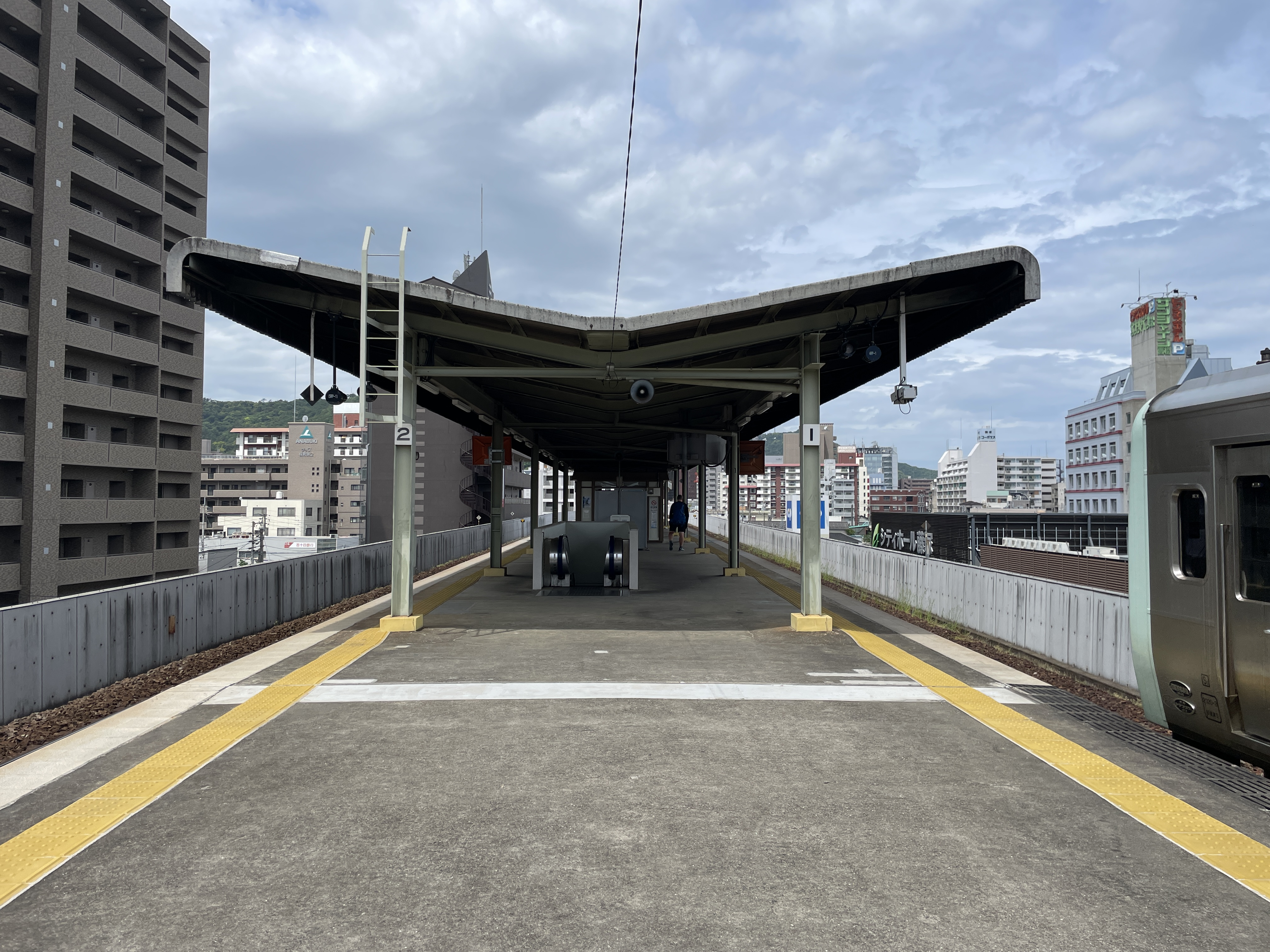
ホーム（2023年5月）

## 利用状況
高徳線の駅（起終点の高松駅・徳島駅を除く）で勝瑞駅の次に利用客が多い。これは、高松 - 栗林間がU字型になっており、栗林駅から市街地中心部へ行く人が多いからである。
| 乗車人員推移 | 乗車人員推移 |
| 年度         | 1日平均人数  |
| ------------ | ------------ |
| 2000         | 1,492        |
| 2001         | 1,414        |
| 2002         | 1,365        |
| 2003         | 1,312        |
| 2004         | 1,245        |
| 2005         | 1,156        |
| 2006         | 1,102        |
| 2007         | 1,078        |
| 2008         | 1,076        |
| 2009         | 1,087        |
| 2010         | 1,045        |
| 2011         | 1,037        |
| 2012         | 1,012        |
| 2013         | 1,001        |
| 2014         | 1,097        |
| 2015         |              |
| 2016         |              |
| 2017         |              |
| 2018         |              |
| 2019         | 1,123        |
| 2020         | 956          |
| 2021         | 894          |
| 2022         | 880          |

## 駅周辺

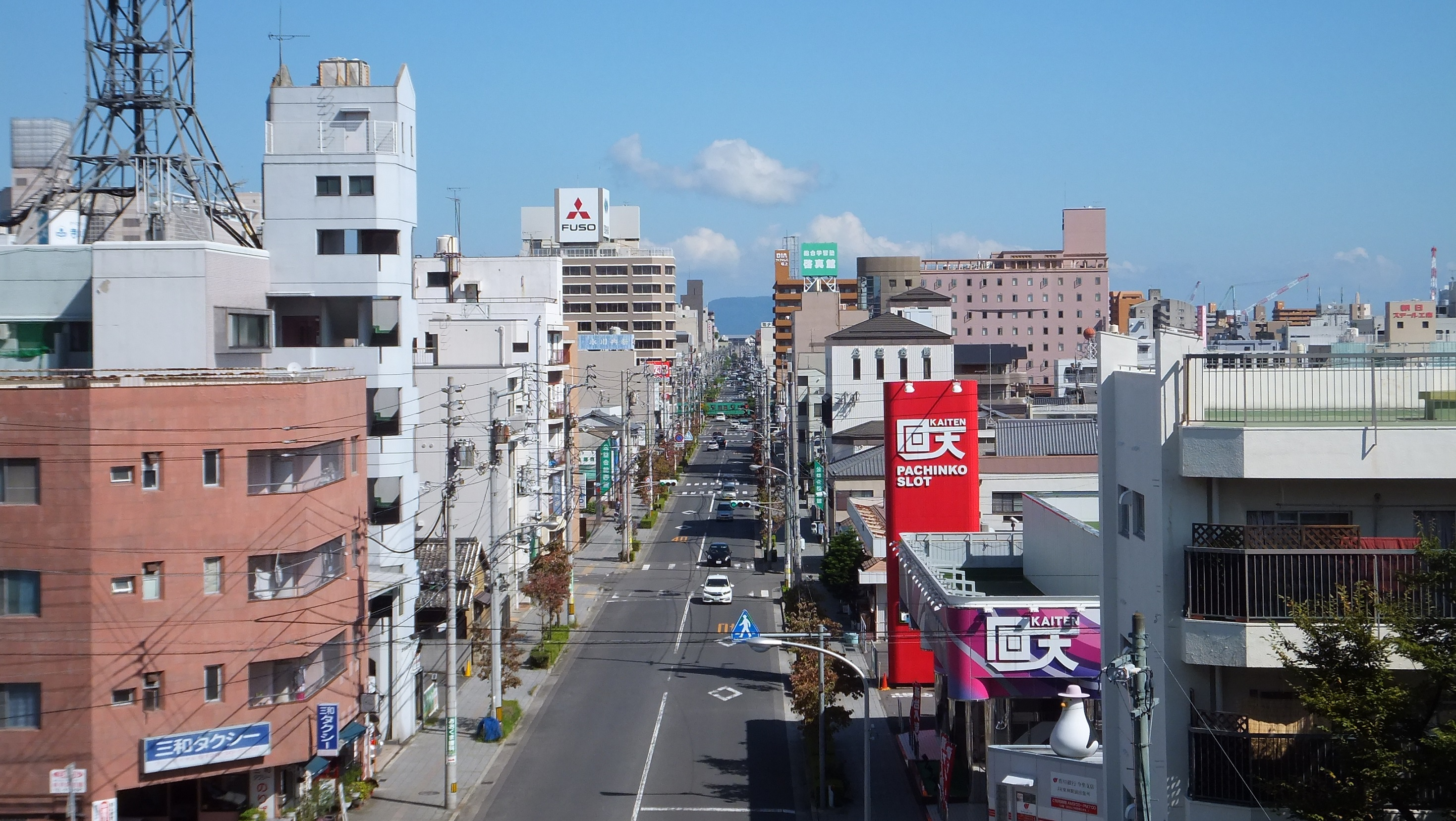
ホームから見た駅北側の高松市街（2015年9月）

駅周辺はマンションが急増し、人口が増加している。高架下には、駐車場、駐輪場、高松市の「レンタサイクルポート」がある。
高架化以前の当駅北側敷地跡には、ベルコによる結婚式場「聖ソフィア・チャーチ」が開業。後に閉館し同社の葬祭場「シティホール藤塚」が2016年3月にオープンした。
当駅の高架下には香川銀行今里支店JR栗林駅出張所が出店していたが2008年5月23日に今里支店へ統合される形で閉鎖。出張所跡にはJR四国グループのJR四国不動産開発が入居している。
高松琴平電気鉄道の栗林公園駅とは約500メートル離れている。なお、栗林公園は隣の栗林公園北口駅が最寄り駅である。
- 香川県道160号高松港栗林公園線
- 香川県道163号栗林停車場今里線
- 高松第一高等学校
- 高松市立桜町中学校
- 高松市立栗林小学校
- 高松市立花園小学校
- コープかがわ栗林店（地上駅だった頃の栗林駅の跡地）
- フジ 楠上店
- 地域医療機能推進機構りつりん病院
- 高松市保健所
- 高松市保健センター
- 高松少年鑑別所
- 百十四銀行桜町クイックスクエア（2019年10月28日開業）
以前は田町支店桜町出張所だったが、2019年9月20日（営業最終日）をもって親店舗にブランチインブランチ（さらに2020年6月5日（営業最終日）をもって親店舗もろとも本店営業部にブランチインブランチされた）。かわりに個人客の入出金・税金等の収納などに業務を絞り込んだ桜町クイックスクエアが開設された[9]。

### バス路線
駅前にことでんバスの「JR栗林駅」停留所があり、「レインボー循環バス」（西回り便・東回り便）が発着する。高松駅、瓦町駅などのターミナル駅のほか、新興商業地の「レインボー通り」を結んでいる。

## その他
- 国鉄時代の高架化の際に設置された「栗林駅」の看板と「指定席は電話でも予約できます」の垂れ幕は、民営化されJR四国になった後もそのまま取り付けられたままだったが、2006年の春頃に看板は「JR 栗林駅」と書かれた新しい看板に変わり、垂れ幕は撤去された。
- ホームが高い場所（海抜21m）にあることから、例年8月13日に開催される「さぬき高松まつり」花火大会開催時にはホームから花火を見物する客が入場する。この現象は、1985年（昭和60年）ごろから始まったものと思われる。以前は花火観客は入場券を購入し、花火大会開催中には（花火が見える方角に当たる）1番線に入線する列車の注意放送があった。その後、窓口の営業時間が短縮されて花火の開始時刻（20時）の改札口が無人となったため、現在は入場券なしで入場が可能で注意放送もおこなわれなくなった代わりに、安全監視のための職員が開催中に臨時にホームに派遣されている。
- かつて本州四国連絡橋公団は四国新幹線の高松市内に設置する駅を当駅に併設する案を出していた[10]。

## 隣の駅
四国旅客鉄道（JR四国）
■高徳線
- 特急「うずしお」停車駅

■普通
栗林公園北口駅 (T26) - 栗林駅 (T25) - 木太町駅 (T24)